# Crown Hill
Crown Hill est une banlieue de la cité d’Auckland, située dans l'île du Nord de la Nouvelle-Zélande.

## Gouvernance
Elle est sous la gouvernance locale du Conseil d'Auckland.

## Population
Sa population était de 3 519 habitants lors du recensement de 2013 en Nouvelle-Zélande, avec une augmentation de 249 résidents par rapport au recensement de 2006.